# Vịnh Baffin

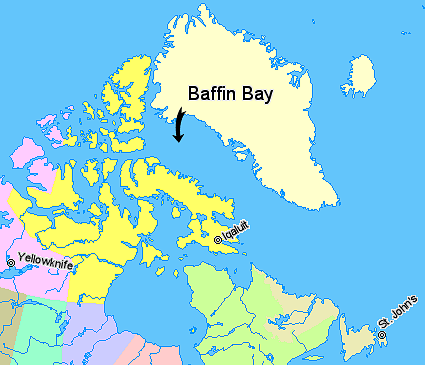
Vịnh Baffin, nằm giữa Nunavut, Canada và Greenland.
Nunavut
Quebec
Newfoundland và Labrador
Northwest Territories
Khu vực ngoài Canada (Greenland, Iceland)

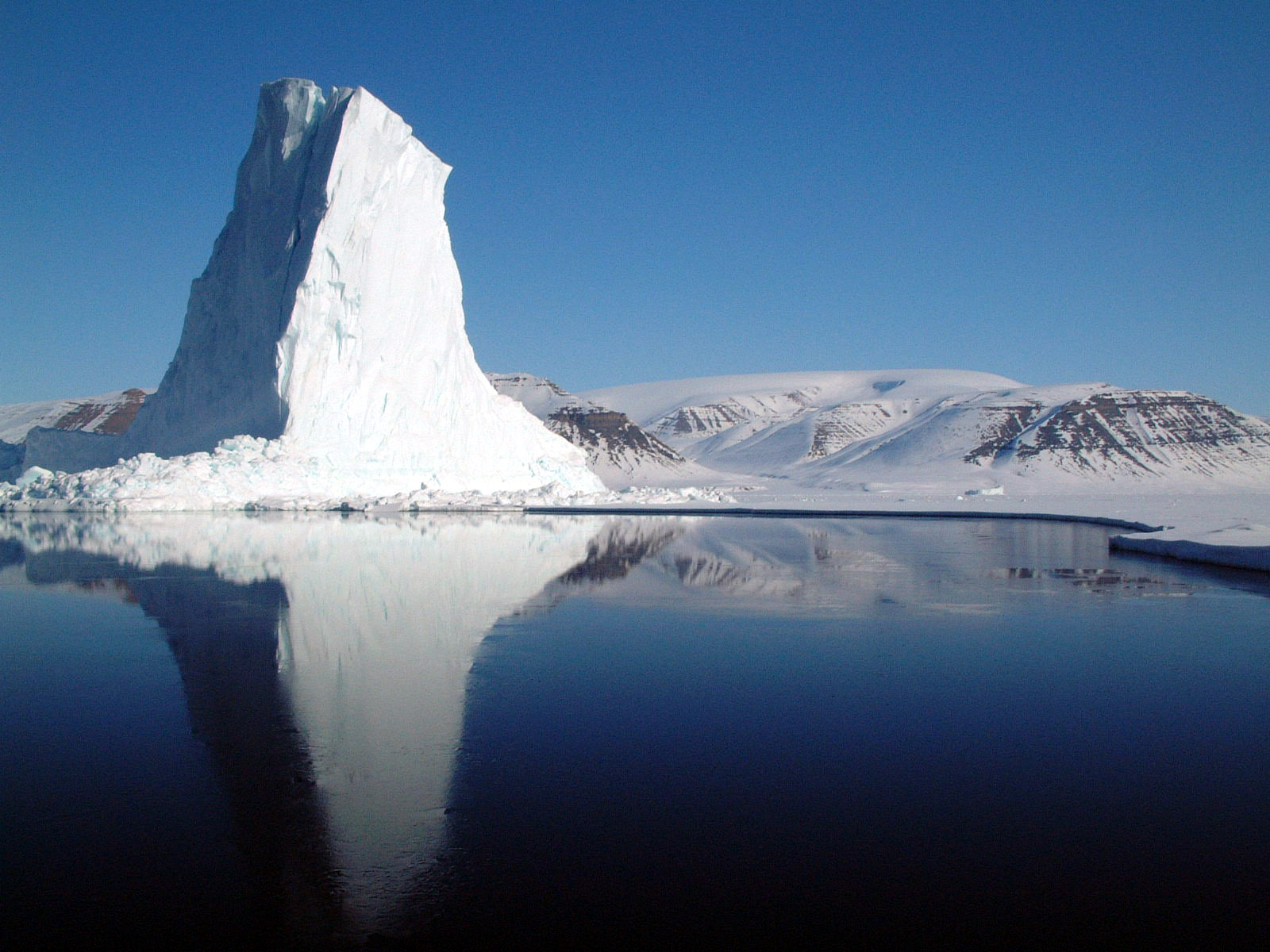
Núi băng trôi trên rìa vịnh Baffin.

Vịnh Baffin (tiếng Inuktitut: Saknirutiak Imanga; tiếng Greenland: Avannaata Imaa; tiếng Pháp: Baie de Baffin) là một phần biển nằm giữa đảo Baffin và Greenland. Nó dài khoảng 1.300 km (800 dặm Anh) tính từ bắc xuống nam và rộng trung bình khoảng 540 km (335 dặm Anh) tính từ tây sang đông. Diện tích ước khoảng 700.000 km². Nó gần như không thuận lợi cho giao thông đường biển trong cả năm do sự tồn tại của một lượng lớn các núi băng trôi.

## Lịch sử
Năm 1585, nhà thám hiểm người Anh là John Davis là người châu Âu đầu tiên tới vịnh này. William Baffin đã thực hiện 5 cuộc hành trình tới Bắc cực và tới vịnh Baffin vào năm 1616. Trong ba cuộc hành trình người ta đã chứng minh rằng hành lang Tây Bắc không nằm trong khu vực vịnh Hudson.

## Vị trí

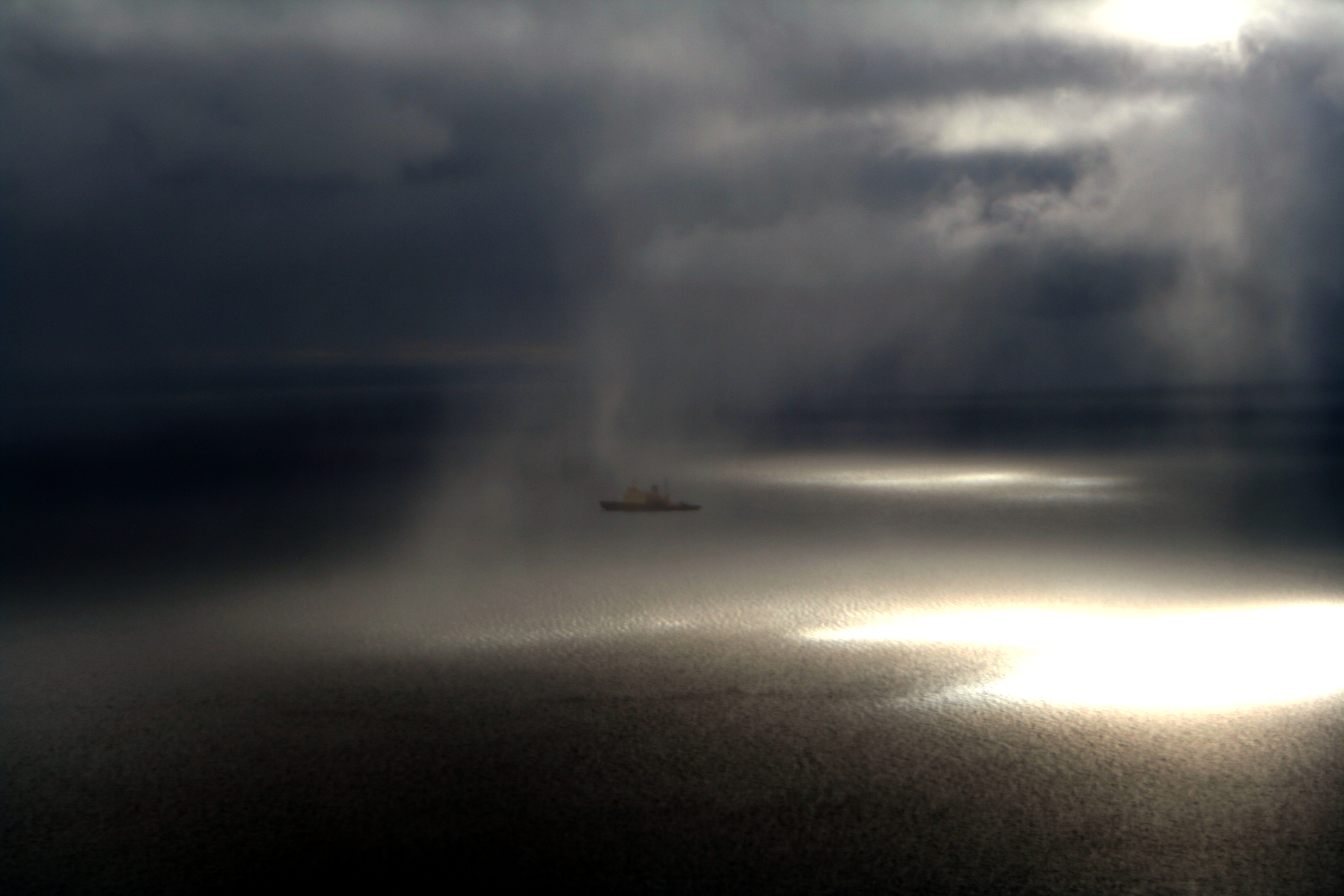
Sương mù trên vịnh Baffin

Vịnh Baffiny được coi là một nhánh của Bắc Băng Dương, bị ngăn bởi đảo Baffin ở phía tây, Greenland ở phía đông, đảo Ellesmere ở phía bắc. Nó nối với Đại Tây Dương bằng eo biển Davis và với Bắc Băng Dương thông qua một vài kênh hẹp của eo biển Nares. Nó cũng được coi là sự mở rộng về phía tây bắc của Bắc Đại Tây Dương và biển Labrador.

## Sự sống hoang dã
Khoảng 120.000 cá voi Beluga sinh sống trong vịnh Baffin, chúng ăn các loài cá nhỏ cùng các loài động vật thân mềm khác. Chúng đang phải đối mặt với rủi ro bị mắc kẹt trong băng cùng các e ngại môi trường khác.